# Irach Mirzá

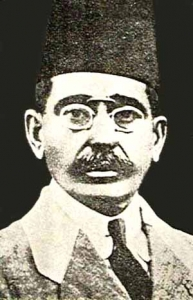
Iraj Mirza.

Irach Mirzá Yalal al-Mamalek (en persa: ایرج میرزا جلال‌الممالک), más conocido como Irach Mirzá (Tabriz, Azerbaiyán Oriental, Irán; octubre, 1874 – Teherán, Irán; 14 de marzo de 1925), fue un importante poeta iraní, el más popular durante el período qayarí. Es considerado junto con Obeyd Zakaní como uno de los mejores poetas satíricos de la literatura persa.

## Biografía
Irach Mirzá nació en octubre de 1874 en Tabriz, capital de Azerbaiyán Oriental, provincia al noroeste de Irán, hijo de Qolam Hosein Mirzá, poeta de la corte de Mozaffareddín Mirzá, príncipe heredero. Su familia desciende de Fath Alí Shah Qayar, segundo sah de la dinastía, que reinó de 1797 a 1834 y fue padre de Malek Irach Mirzá, éste a su vez padre de Qolam Hosein Mirzá. 
Aunque algunas fuentes indican que Irach Mirzá tuvo educación privada, existen evidencias dignas de crédito que indican que estudió en una sucursal del Dar al-Funun, la primera escuela politécnica moderna iraní, en Tabriz. A la edad de 15 años, Irach hablaba con fluidez árabe y turco azerí, además de estar familiarizado con el arte de la caligrafía. Fue y es aun considerado como uno de los grandes calígrafos de Irán.
A la edad de 16 años, Irach Mirzá contrae matrimonio, sin embargo, pierde a su esposa y a su padre a la edad de 19 años. Debido a esto toma la posición de su padre recién fallecido y se convierte en poeta de la corte de Mozaffareddín Mirzá. Al alcanzar los 22 años, Mozaffareddín sube al trono en 1896, tomando el nombre de Mozaffareddín Shah, quinto sah de los Qayar. Irach Mirzá fue nombrado Jefe de Poetas (en persa: Sadr osh-Shaerín o Sadr osh-Shoará), tomando el nombre de Yalal Al-Mamalek («señorío de los reinos»).
Algunos años más tarde deja la corte real y se une a la administración de Alí Jan Aminoddoulé, gobernador de Azerbaiyán Oriental. Durante este tiempo, Irach Mirzá aprende francés y se familiariza con el ruso. Para 1905, Aminoddoulé es trasladado a Teherán, acompañándolo Irach, quien pronto habría de involucrarse en la Revolución constitucional iraní.
En 1907, Irach Mirzá viaja a Europa como parte de la comitiva de Qavam os-Saltané, autoridad gubernamental. Dos años más tarde, Irach Mirzá regresa a Teherán en donde empieza a trabajar como miembro de la Oficina de Composiciones Oficiales, Daarol-Enshá. En 1915, su primer hijo, Yaafar Qolí Mirzá se suicida debido a problemas psicológicos.
En 1917, Iraj se une al recién establecido Ministerio de Cultura, y tres años más tarde es transferido al Ministerio de Finanzas e Ingresos. De 1920 a 1925 trabaja como Oficial de Ingresos en Mashhad. A la edad de 52 años, Irach Mirzá se muda a Teherán donde muere el 14 de marzo de 1926. Sus restos reposan en el cementerio de Zahiroddoulé, al norte de Teherán.
Le sobrevivió su segundo hijo Josrow Irach.